# Шьер
Шьер — река, протекающая по Франции, Бельгии и Люксембургу. Длина реки составляет 112 км. Площадь бассейна около 2222 км².
Берёт начало вблизи люксембургского города Дифферданжа, на высоте 350 м. Несёт воды преимущественно в западном направлении и пересекает границу с Францией. Течет по территории французских муниципалитетов Лонгви и Лонгюйон, далее на протяжении нескольких километров формирует французско-бельгийскую границу. Продолжает нести свои воды по территории Франции, пересекая территорию муниципалитетов Монмеди и Кариньян.
Впадает в Маас близ города Седана.